# 朱博
朱 博（しゅ はく、? - 紀元前5年）は、前漢の人。字は子元。京兆尹杜陵県の人。

## 略歴
家が貧しく、県の仕事をして亭長となり、賓客を好み、忌避することなく追跡・捕縛をした。功曹となり、士大夫に従い、風雨を避けることがなかった。前将軍蕭望之の子の蕭育や、御史大夫陳万年の子の陳咸は大臣の子で才能があり有名であったが、朱博は彼らと交友関係にあった。
朱博は太常掾から安陵丞となり、その後辞職して京兆尹に入った。属官を歴任して督郵書掾となり、郡中で賞賛された。
そんな折、陳咸が御史中丞となった時に機密漏洩の罪で獄に下された。朱博は職を辞し、廷尉に行って陳咸の様子を伺った。陳咸は拷問を受け危険な状態にあったので、朱博は医者と偽って陳咸に面会し、罪状を知った。朱博はそこで姓名を偽り、陳咸の罪をかぶって自分が拷問を受け、陳咸を死罪から免れさせた。朱博はこれにより名を知られるようになり、郡の功曹となった。
成帝が即位し大将軍王鳳が権力を握ると、王鳳は陳咸を長史にした。陳咸は蕭育と朱博を推薦したので二人は大将軍の幕府に入った。王鳳は彼らを只者ではないと思い、朱博を櫟陽令に推挙した。その後、雲陽令、平陵令と遷り、成績優秀であったため長安県令となった。長安が良く治まったので、冀州刺史に昇進した。
冀州へ視察へ出た際、従事が朱博の能力を試そうとしたため、刺史に請願や言上するための民や吏が何百人もおり、官舎がいっぱいになるほどであった。朱博はその者たちに「刺史は県の丞、尉は監察しないので、そのことであれば郡へ行け。太守や県令のことであれば、領内を巡回するので、帰って使者が来るのを待て。盗賊や訴訟のことであれば、担当の従事に言え」と言い、あっという間に400-500人を退去させた。この件は武吏の出身であった朱博の能力を試そうとして老従事が仕組んだことであり、朱博はその証言を得るとその従事を殺した。州内は朱博の威厳を怖れるようになった。
その後、并州刺史、護漕校尉と遷り、琅邪太守となった。朱博が太守に着任すると、郡の属官の首脳陣が揃って病休を取った。理由を聞くと、「前例では太守が到着したら吏を遣わして彼らを見舞い、それから初めて彼らが仕事に就くことになっている」と言うので、朱博は怒って他の属官や県の長官を呼んで有能な者を選び、病休の吏を罷免して自分が選んだ者をそれに代えた。また儒者を好まず、郡の議曹を廃止し、儒者が文書で進言する際に経書では云々と言う文面があると、「太守は律令に従うべきであって、儒者の言う聖人の道が何になるというのか。その道は持ち帰って堯・舜のような君主が出てきたら彼らに言ってくれ」と述べた。このようにして郡の風紀は数年間で一変した。
成績優秀であったため永始2年（紀元前15年）に左馮翊に選ばれた。聡明さや事務においては薛宣に劣ると言われたものの、武事や捜査網を設け、誅殺を敢行し、一方で大目に見てやることもあったので、吏たちは彼のために力を尽くした。
永始3年（紀元前14年）、大司農に遷ったが、一年余りで罪があって犍為太守に左遷された。朱博は盗賊行為を働く南蛮の若児の兄弟を厚遇し、兄弟の仲を裂いて若児を殺し、郡を平和にした。
その後山陽太守に遷ったが病気を理由に辞職し、また徴用されて光禄大夫になり、元延2年（紀元前11年）に廷尉となった。廷尉になると属官に対し「試しに過去の難しい案件を私が決めてみよう」と言い、実施してみると八割がた実際の決定どおりに裁定されていたので、属官は皆感服した。朱博は着任するとすぐにこのように部下たちに対して自分は騙すことが出来ないということを示してきたのであった。
元延3年（紀元前10年）、後将軍に遷り、定陶王劉欣（後の哀帝）を皇太子に立てることに賛成する。綏和元年（紀元前8年）、紅陽侯王立と仲が良かったために、王立が失脚すると連座して朱博も罷免された。
綏和2年（紀元前7年）に成帝が死亡し哀帝が即位すると、朱博は再度召し出され光禄大夫となり、京兆尹に遷った。建平元年（紀元前6年）、師丹に代わり大司空に抜擢された。
それより以前、何武の建言により丞相・大司馬・御史大夫が丞相・大司馬・大司空という三公に改められていたが、分担が分かりにくくなったなどという批判が出ていた。大司空となった朱博は元に戻すことを進言し、建平2年（紀元前5年）哀帝はそれに従って朱博を御史大夫に改めた。また、何武・翟方進の建言で刺史を州牧と改めていたが、御史大夫となった朱博はこれについても戻すよう進言し、哀帝はその通りにした。
朱博は皇太后の称号を得ようとする哀帝の祖母の定陶太后傅氏、及びその従弟で哀帝の皇后の父の孔郷侯傅晏と結託し、朱博は傅氏に皇太后の称号を与えることに反対する丞相孔光・大司馬傅喜を罷免するよう哀帝に密かに進言した。哀帝はそれに従って孔光と傅喜を罷免し（建平2年）、朱博が代わりに丞相となり、陽郷侯に封じられた。朱博が丞相に任命される儀式の際、殿中で鍾の音が聞こえたという。
その年、太后の称号を得た傅氏はなおも傅喜を恨み、傅喜の列侯も剥奪させようと傅晏を通して朱博に指示した。朱博は御史大夫趙玄とその事を議し、趙玄は一旦は反対したが朱博が太后の命であると言ったため許可して傅喜を弾劾する上奏をした。哀帝はこれが太后の指図ではないかと疑って趙玄を詰問し、そこから事情が明らかになって朱博・趙玄・傅晏が弾劾された。
朝臣たちの議論の結果、朱博は詔獄へ連行され、自殺して侯国も剥奪された。趙玄は獄に下されたが死罪は免ぜられた。傅晏は封邑の四分の一を剥奪された。
朱博は贅沢を好まなかったが、その一方で士大夫と親しく付き合い、賓客を集め、仕官を求める者は推挙してやり、仇討ちを願う者には剣を与えてやったという。